# Cardiochiles karakumicus
Cardiochiles karakumicus är en stekelart som beskrevs av Vladimir Ivanovich Tobias och Alexeev 1977. Cardiochiles karakumicus ingår i släktet Cardiochiles och familjen bracksteklar. Inga underarter finns listade.